# Rançonnière
Pour les articles homonymes, voir Bied.
La Rançonnière, ou Bied du Locle pour son cours suisse, est un ruisseau qui coule dans le canton de Neuchâtel en Suisse puis dans le département du Doubs en France. C'est un affluent du Doubs en rive droite, donc un sous-affluent du Rhône par la Saône.

## Géographie
La Rançonnière prend sa source dans une vallée entre La Chaux-de-Fonds et Le Locle sous le nom de Bied. Il coule d'abord vers le nord entre les communes du Locle et de La Chaux-de-Fonds sur 2 km puis il tourne vers le sud-ouest et traverse la ville du Locle canalisé en souterrain. Au sud-ouest du Locle, il est à nouveau à découvert et coule directement vers le col des Roches. Là, il s'infiltre dans le sous-sol du karst Jurassique et passe sous cet obstacle dans des grottes. Après 400 m sous terre, il réapparaît de l'autre côté sous la forme d'une résurgence et prend le nom de Rançonnière. Il devient alors rivière frontalière pendant environ 3 kilomètres et se jette dans le Doubs au niveau du lac de Chaillexon à Villers-le-Lac.

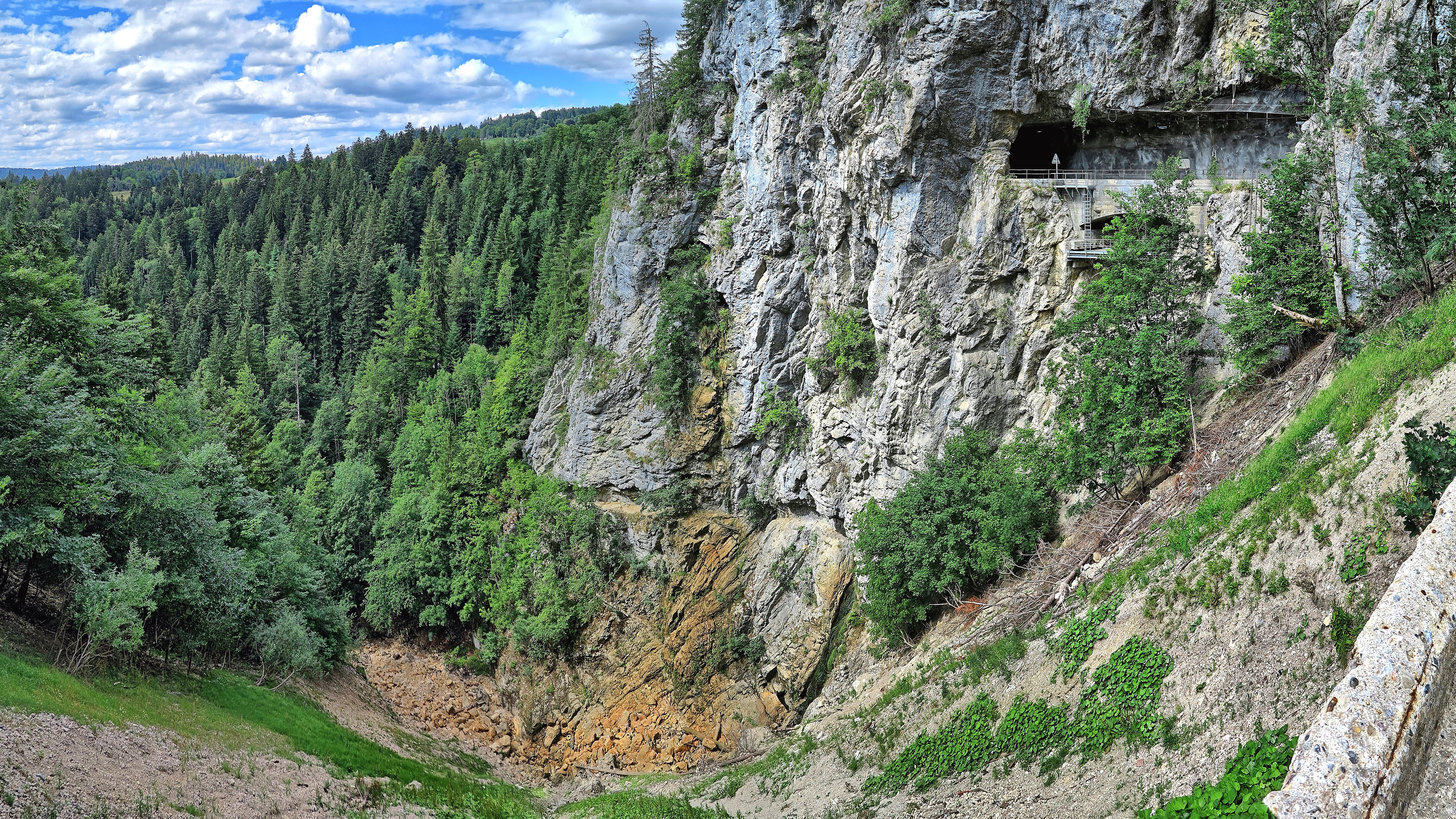
Résurgence de la Rançonnière au col des Roches.
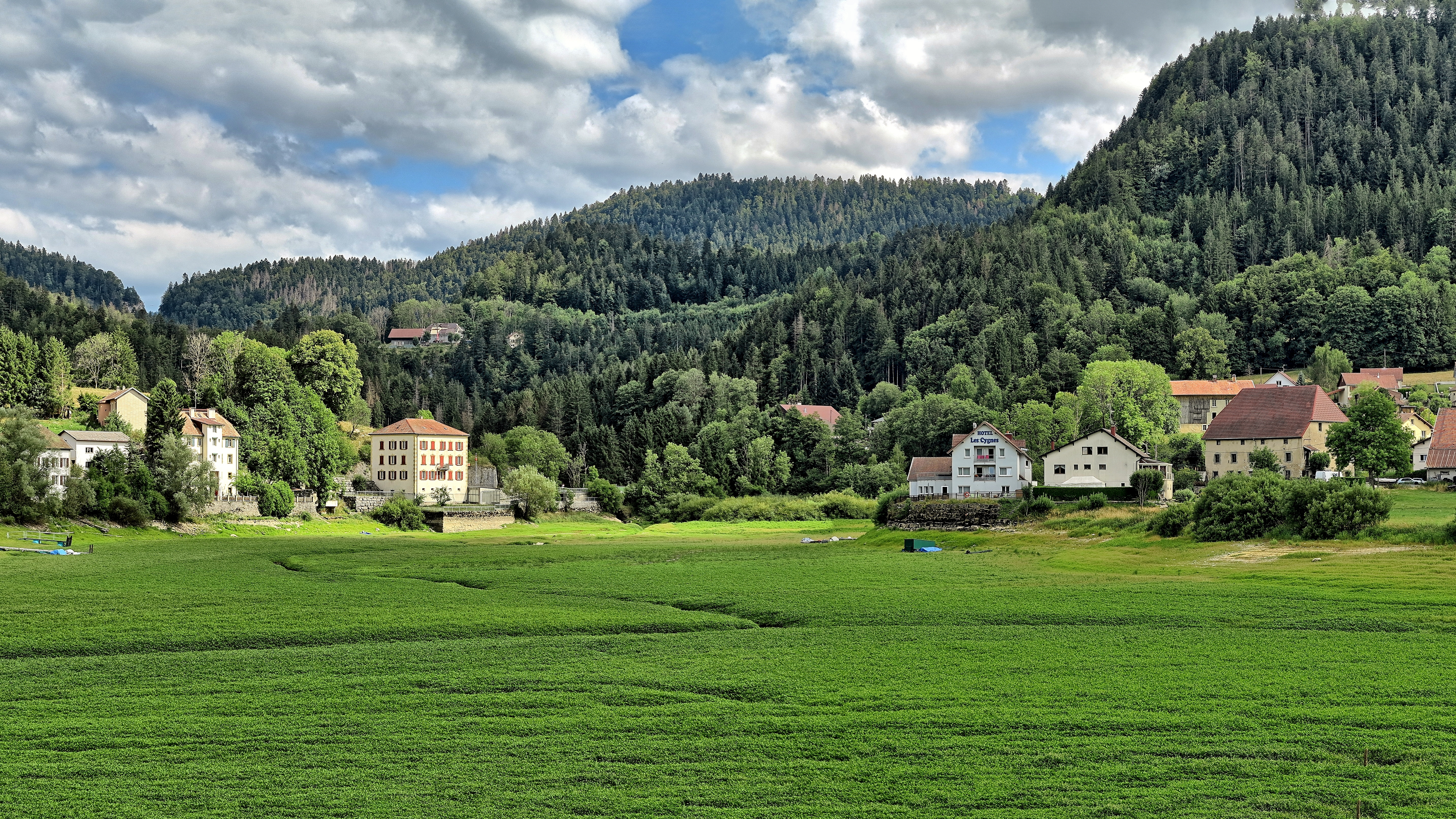
Confluence Doubs-Rançonnière à l'étiage.

## Histoire
Du 16e au 19e siècle, les moulins souterrains du Col-des-Roches construits dans les grottes sous le col des Roches ont exploité l'énergie hydraulique du Bied. Étant donné que l'entonnoir d'infiltration ne pouvait pas absorber de grandes quantités d'eau pendant la fonte des neiges et les longues périodes de pluie, le fond de la vallée a souvent été inondé lors de tels événements jusqu'au XIXe siècle. En 1805, le danger d'inondation est largement évité avec la construction d'un tunnel (longueur 600 m, dénivelé de 80 m) sous le col des Roches qui conduit une partie de l'eau dans la vallée de la Rançonnière et alimente une centrale hydroélectrique. Entre 1968 et 1973, un bassin de rétention des crues a été construit sur le Bied. Ce n'est qu'en 1980 que les connexions entre les gouffres des plateaux et la sortie de la grotte karstique ont été prouvées par des tests de coloration.

## Affluents
La Rançonnière n'a pas d'affluent référencé en France.

## Communes traversées
La Rançonnière traverse cinq communes : La Sagne, La Chaux-de-Fonds, Le Locle et Les Brenets en Suisse, Villers-le-Lac en France.

## Bassin versant
La Rançonnière traverse une seule zone hydrographique : Le Doubs du ruisseau de la Tanche à la combe de Biaufond (U211).

## Hydrologie
La Rançonnière présente des fluctuations saisonnières de débit assez marquées. 